# KZ-Transport 1945 Memorial
Il KZ-Transport 1945 Memorial si trova a Nammering, una frazione del comune di Fürstenstein, nel distretto di Passau della Bassa Baviera. Fu eretto nel 1984 per commemorare le vittime di varie nazionalità dei treni di evacuazione di Buchenwald.

## Storia
Un treno con 54 vagoni merci proveniente dal campo di concentramento di Buchenwald arrivò alla stazione di Nammering il 19 aprile 1945 dopo un viaggio di dodici giorni. Nei cinque giorni di permanenza qui persero la vita 794 detenuti, fatti morire di fame o fucilati.
Il 24 aprile il viaggio proseguì attraverso Passau, Pocking e Monaco fino a Dachau. A destinazione sul treno si contavano 2.310 morti e solo 816 vivi.
A Nammering i 270 prigionieri già morti durante il trasporto furono bruciati in una cava; i 524 uccisi furono sepolti in un prato paludoso (Totenwiese). Tre settimane dopo la liberazione della Germania gli americani scoprirono la fossa comune e ordinarono di esumare tutti i cadaveri e di disporli in fila sul prato dei morti. L'intera popolazione fu fatta passare accanto ai morti. Le vittime vennero sepolte ognuna nella propria bara in cinque cimiteri nei dintorni. Nel 1958 i cadaveri di tre cimiteri furono riesumati, portati a Flossenbürg e dissolti; a Eging rimangono ancora sepolti 171 morti, a Fürstenstein 39.
Il KZ-Transport 1945 Memorial si erge a circa 300 metri a est della strada statale 2127, nel punto in cui il trasporto si fermò nel 1945. Il 24 aprile 2005, nel 60º anniversario dell'uccisione dei 794 prigionieri, presso il sito ferroviario di Nammering si tenne una cerimonia di commemorazione del "più grande [...] terribile crimine di guerra nella Bassa Baviera" alla presenza dei sopravvissuti del treno di evacuazione, dei membri del Bundestag tedesco, del Landtag bavarese, dei rappresentanti delle chiese, della politica locale e del Governo, nonché della popolazione.
Durante la cerimonia di commemorazione del 19 aprile 2015, in occasione del 70º anniversario, la IG Metall ha eretto un'altra lapide commemorativa per i membri sindacali presenti sul treno e uccisi. Da allora l'Arbeitskreis KZ-Transport 1945 cura una mostra permanente dedicata agli eventi del 1945 allestita lungo la pista ciclabile Danubio-Ilz.